# تپه شماره ۱ داودآباد
تپه شماره ۱ داود آباد مربوط به هزاره اول قبل از میلاد است و در شهرستان ورامین، بخش مرکزی، روستای داود آباد واقع شده و این اثر در تاریخ ۱۴ مرداد ۱۳۸۲ با شمارهٔ ثبت ۹۴۸۸ به‌عنوان یکی از آثار ملی ایران به ثبت رسیده‌است.